# Parepione
Parepione is een geslacht van vlinders van de familie spanners (Geometridae), uit de onderfamilie Ennominae.

## Soorten
- P. angularia Leech, 1897
- P. epinephela Wehrli, 1937
- P. grata Butler, 1879